# Rhondda (circonscription du Parlement britannique)
Ne doit pas être confondu avec Rhondda (circonscription galloise).
Pour les articles homonymes, voir Rhondda (homonymie).
Circonscription parlementaire de la 

Chambre des communes
Rhondda est une circonscription parlementaire britannique située au pays de Galles.

## Members of Parliament

### MPs 1885–1918
| Election | Election                                                  | Membres                                                   | Parti                                                     | Portrait                                                  |
| -------- | --------------------------------------------------------- | --------------------------------------------------------- | --------------------------------------------------------- | --------------------------------------------------------- |
|          | 1885                                                      | William Abraham                                           | Lib-Lab                                                   |                                                           |
|          | 1910                                                      | William Abraham                                           | Labour                                                    |                                                           |
| 1918     | circonscription abolie: voir Rhondda East et Rhondda West | circonscription abolie: voir Rhondda East et Rhondda West | circonscription abolie: voir Rhondda East et Rhondda West | circonscription abolie: voir Rhondda East et Rhondda West |

### MPs depuis 1974
| Election | Election | Membres      | Parti  | Portrait |
| -------- | -------- | ------------ | ------ | -------- |
|          | Feb 1974 | Alec Jones   | Labour |          |
|          | 1983     | Allan Rogers | Labour |          |
|          | 2001     | Chris Bryant | Labour |          |

## Élections

### Élections dans les années 2010
| Élections générales de 2017: Rhondda |                    |                  |        |       |       |
| Parti                                | Parti              | Candidat         | Votes  | %     | ±     |
|                                      | Labour             | Chris Bryant     | 21,096 | '64.1 | +13.4 |
|                                      | Plaid Cymru        | Branwen Cennard  | 7,350  | 22.3  | -4.7  |
|                                      | Conservateur       | Virginia Crosbie | 3,333  | 10.1  | +3.4  |
|                                      | UKIP               | Janet Kenrick    | 880    | 2.7   | -10.0 |
|                                      | Libéral Démocrates | Karen Roberts    | 277    | 0.8   | -0.7  |
| Majorité                             | Majorité           | Majorité         | 13,746 | 41.8  | +18.2 |
| Participation                        | Participation      | Participation    | 32,886 | 65.2  | +4.3  |
|                                      | Labour hold        | Labour hold      | Swing  | +9.1  |       |

Le siège a vu le moins de votes conservateurs sur la Grande-Bretagne continentale en 2017, 22 de moins que dans Manchester Gorton; De même que pour les Libéraux Démocrates, 18 voix de moins que dans Blaenau Gwent
| Élections générales de 2015: Rhondda |                    |                   |        |      |       |
| Parti                                | Parti              | Candidat          | Votes  | %    | ±     |
|                                      | Labour             | Chris Bryant      | 15,976 | 50.7 | −4.6  |
|                                      | Plaid Cymru        | Shelley Rees-Owen | 8,521  | 27.0 | +8.9  |
|                                      | UKIP               | Ron Hughes        | 3,998  | 12.7 | +11.5 |
|                                      | Conservateur       | Lyn Hudson        | 2,116  | 6.7  | +0.3  |
|                                      | Libéral Démocrates | George Summers    | 474    | 1.5  | −9.1  |
|                                      | Green              | Lisa Rapado       | 453    | 1.4  | N/A   |
| Majorité                             | Majorité           | Majorité          | 7,455  | 23.6 | −13.6 |
| Participation                        | Participation      | Participation     | 31,538 | 60.9 | +0.6  |
|                                      | Labour hold        | Labour hold       | Swing  | −6.8 |       |

| Élections générales de 2010: Rhondda, |                    |                    |        |      |       |
| Parti                                 | Parti              | Candidat           | Votes  | %    | ±     |
|                                       | Labour             | Chris Bryant       | 17,183 | 55.3 | −12.8 |
|                                       | Plaid Cymru        | Geraint Davies     | 5,630  | 18.1 | +2.2  |
|                                       | Libéral Démocrates | Paul Wasley        | 3,309  | 10.6 | +0.2  |
|                                       | Indépendant        | Philip Howe        | 2,599  | 8.4  | +8.4  |
|                                       | Conservateur       | Juliette Henderson | 1,993  | 6.4  | +0.9  |
|                                       | UKIP               | Taffy John         | 359    | 1.2  | N/A   |
| Majorité                              | Majorité           | Majorité           | 11,553 | 37.2 | -14.9 |
| Participation                         | Participation      | Participation      | 31,072 | 60.3 | −1.5  |
|                                       | Labour hold        | Labour hold        | Swing  | −7.5 |       |

### Élections dans les années 2000
| Élections générales de 2005: Rhondda |                    |                   |        |      |      |
| Parti                                | Parti              | Candidat          | Votes  | %    | ±    |
|                                      | Labour             | Chris Bryant      | 21,198 | 68.1 | −0.2 |
|                                      | Plaid Cymru        | Percy Jones       | 4,956  | 15.9 | −5.2 |
|                                      | Libéral Démocrates | Karen Roberts     | 3,264  | 10.5 | +6.0 |
|                                      | Conservateur       | Paul Stuart-Smith | 1,730  | 5.6  | +1.0 |
| Majorité                             | Majorité           | Majorité          | 16,242 | 52.1 | +4.9 |
| Participation                        | Participation      | Participation     | 31,148 | 61.0 | +0.4 |
|                                      | Labour hold        | Labour hold       | Swing  | +2.5 |      |

| Élections générales de 2001: Rhondda |                    |                 |        |      |       |
| Parti                                | Parti              | Candidat        | Votes  | %    | ±     |
|                                      | Labour             | Chris Bryant    | 23,230 | 68.3 | −6.1  |
|                                      | Plaid Cymru        | Leanne Wood     | 7,183  | 21.1 | +7.8  |
|                                      | Conservateur       | Peter Hobbins   | 1,557  | 4.6  | +0.8  |
|                                      | Libéral Démocrates | Gavin Cox       | 1,525  | 4.5  | −1.2  |
|                                      | Indépendant        | Glyndwr Summers | 507    | 1.5  | N/A   |
| Majorité                             | Majorité           | Majorité        | 16,047 | 47.2 | -13.9 |
| Participation                        | Participation      | Participation   | 34,002 | 60.6 | −10.9 |
|                                      | Labour hold        | Labour hold     | Swing  | N/A  |       |

### Élections dans les années 1990
| Élections générales de 1997: Rhondda |                    |                  |        |      |      |
| Parti                                | Parti              | Candidat         | Votes  | %    | ±    |
|                                      | Labour             | Allan Rogers     | 30,381 | 74.5 | +0.0 |
|                                      | Plaid Cymru        | Leanne Wood      | 5,450  | 13.4 | +1.6 |
|                                      | Libéral Démocrates | Rodney Berman    | 2,307  | 5.7  | +0.4 |
|                                      | Conservateur       | Steven Whiting   | 1,551  | 3.8  | −4.0 |
|                                      | Référendum         | Stephen Gardiner | 658    | 1.6  | N/A  |
|                                      | Green              | Kevin Jakeway    | 460    | 1.1  | N/A  |
| Majorité                             | Majorité           | Majorité         | 24,931 | 61.1 | -1.6 |
| Participation                        | Participation      | Participation    | 40,807 | 71.5 | -5.1 |
|                                      | Labour hold        | Labour hold      | Swing  | N/A  |      |

| Élections générales de 1992: Rhondda, |                                                                  |                     |        |      |      |
| Parti                                 | Parti                                                            | Candidat            | Votes  | %    | ±    |
|                                       | Labour                                                           | Allan Rogers        | 34,243 | 74.5 | +1.2 |
|                                       | Plaid Cymru                                                      | Geraint Davies      | 5,427  | 11.8 | +2.9 |
|                                       | Conservateur                                                     | John Richards       | 3,588  | 7.8  | +0.2 |
|                                       | Libéral Démocrates                                               | Paul Nicholls-Jones | 2,431  | 5.3  | −3.0 |
|                                       | Communist Party of Great Britain (Provisional Central Committee) | Mark Fischer        | 245    | 0.5  | −1.3 |
| Majorité                              | Majorité                                                         | Majorité            | 28,816 | 62.7 | −1.6 |
| Participation                         | Participation                                                    | Participation       | 45,934 | 76.6 | −1.4 |
|                                       | Labour hold                                                      | Labour hold         | Swing  | −0.8 |      |

### Élections dans les années 1980
| Élections générales de 1987: Rhondda |                   |                    |        |      |       |
| Parti                                | Parti             | Candidat           | Votes  | %    | ±     |
|                                      | Labour            | Allan Rogers       | 35,015 | 73.4 | +11.7 |
|                                      | Plaid Cymru       | Geraint Davies     | 4,261  | 8.9  | −1.3  |
|                                      | Social Democratic | John York-Williams | 3,930  | 8.2  | −8.7  |
|                                      | Conservateur      | Stephen Reid       | 3,611  | 7.8  | −0.5  |
|                                      | Communiste        | Arthur True        | 869    | 1.8  | −1.0  |
| Majorité                             | Majorité          | Majorité           | 30,754 | 64.5 | +19.7 |
| Participation                        | Participation     | Participation      | 47,686 | 78.3 | +2.1  |
|                                      | Labour hold       | Labour hold        | Swing  | N/A  |       |

| Élections générales de 1983: Rhondda |                   |                |        |      |       |
| Parti                                | Parti             | Candidat       | Votes  | %    | ±     |
|                                      | Labour            | Allan Rogers   | 29,448 | 61.7 | -13.5 |
|                                      | Social Democratic | Allan Lloyd    | 8,078  | 16.9 | N/A   |
|                                      | Plaid Cymru       | Geraint Davies | 4,845  | 10.2 | +0.0  |
|                                      | Conservateur      | Peter Meyer    | 3,973  | 8.3  | -4.6  |
|                                      | Communiste        | Arthur True    | 1,350  | 2.8  | -0.8  |
| Majorité                             | Majorité          | Majorité       | 21,370 | 44.8 | -17.4 |
| Participation                        | Participation     | Participation  | 47,694 | 76.2 | -3.6  |
|                                      | Labour hold       | Labour hold    | Swing  | N/A  |       |

### Élections dans les années 1970
| Élections générales de 1979: Rhondda |               |                   |        |      |      |
| Parti                                | Parti         | Candidat          | Votes  | %    | ±    |
|                                      | Labour        | Alec Jones        | 38,007 | 75.2 | −1.9 |
|                                      | Conservateur  | Peter Leyshon     | 6,526  | 12.9 | +5.4 |
|                                      | Plaid Cymru   | Glyn Powell James | 4,226  | 10.2 | +1.9 |
|                                      | Communiste    | Arthur True       | 1,819  | 3.6  | +0.8 |
| Majorité                             | Majorité      | Majorité          | 31,481 | 62.2 | -6.6 |
| Participation                        | Participation | Participation     | N/A    | 79.8 | +3.6 |
|                                      | Labour hold   | Labour hold       | Swing  | N/A  |      |

| Élections générales d'octobre 1974: Rhondda |               |                     |        |      |       |
| Parti                                       | Parti         | Candidat            | Votes  | %    | ±     |
|                                             | Labour        | 'Alec Jones         | 38,654 | 77.1 | +6.4  |
|                                             | Plaid Cymru   | Donald Morgan       | 4,173  | 8.3  | −4.6  |
|                                             | Conservateur  | Peter Leyshon       | 3,739  | 7.5  | −0.4  |
|                                             | Libéral       | Dennis James Austin | 2,142  | 4.3  | −1.6  |
|                                             | Communiste    | Arthur True         | 1,404  | 2.8  | +0.2  |
| Majorité                                    | Majorité      | Majorité            | 34,481 | 68.8 | +11.0 |
| Participation                               | Participation | Participation       | N/A    | 76.2 | −3.8  |
|                                             | Labour hold   | Labour hold         | Swing  | N/A  |       |

| Élections générales de février 1974: Rhondda |               |                     |        |      |     |
| Parti                                        | Parti         | Candidat            | Votes  | %    | ±   |
|                                              | Labour        | Alec Jones          | 36,880 | 70.7 | N/A |
|                                              | Plaid Cymru   | Glyn Powell James   | 6,739  | 12.9 | N/A |
|                                              | Conservateur  | Peter Leyshon       | 4,111  | 7.9  | N/A |
|                                              | Libéral       | Dennis James Austin | 3,056  | 5.9  | N/A |
|                                              | Communiste    | Arthur True         | 1,374  | 2.6  | N/A |
| Majorité                                     | Majorité      | Majorité            | 30,141 | 57.8 | N/A |
| Participation                                | Participation | Participation       | N/A    | 80.0 | N/A |
|                                              | Labour hold   | Labour hold         | Swing  | N/A  |     |

### Élections dans les années 1910
| Élections générales de décembre 1910: Rhondda |                    |                    |        |      |       |
| Parti                                         | Parti              | Candidat           | Votes  | %    | ±     |
|                                               | Labour             | William Abraham    | 9,073  | 71.0 | −7.2  |
|                                               | Unioniste          | Harold Lloyd       | 3,701  | 29.0 | +7.2  |
| Majorité                                      | Majorité           | Majorité           | 5,372  | 42.0 | −14.4 |
| Participation                                 | Participation      | Participation      | 12,774 | 72.4 | −17.8 |
| électeurs inscrits                            | électeurs inscrits | électeurs inscrits | 17,640 |      |       |
|                                               | Labour hold        | Labour hold        | Swing  | −7.2 |       |

| Élections générales de janvier 1910: Rhondda |                    |                    |        |      |     |
| Parti                                        | Parti              | Candidat           | Votes  | %    | ±   |
|                                              | Labour             | William Abraham    | 12,436 | 78.2 | N/A |
|                                              | Unioniste          | Harold Lloyd       | 3,471  | 21.8 | N/A |
| Majorité                                     | Majorité           | Majorité           | 8,965  | 56.4 | N/A |
| Participation                                | Participation      | Participation      | 15,907 | 90.2 | N/A |
| électeurs inscrits                           | électeurs inscrits | électeurs inscrits | 17,640 |      |     |
|                                              | Labour hold        | Labour hold        | Swing  | N/A  |     |

### Élections dans les années 1900
| Élections générales de 1906: Rhondda |              |                 |                 |                 |                 |
| Parti                                | Parti        | Candidat        | Votes           | %               | ±               |
|                                      | Lib-Lab      | William Abraham | Sans opposition | Sans opposition | Sans opposition |
|                                      | Lib-Lab hold | Lib-Lab hold    | Swing           | N/A             |                 |

| Élections générales de 1900: Rhondda |                    |                    |        |      |     |
| Parti                                | Parti              | Candidat           | Votes  | %    | ±   |
|                                      | Lib-Lab            | William Abraham    | 8,383  | 81.7 | N/A |
|                                      | Unioniste          | Robert Hughes      | 1,874  | 18.3 | N/A |
| Majorité                             | Majorité           | Majorité           | 6,509  | 63.4 | N/A |
| Participation                        | Participation      | Participation      | 10,257 | 81.7 | N/A |
| électeurs inscrits                   | électeurs inscrits | électeurs inscrits | 12,549 |      |     |
|                                      | Lib-Lab hold       | Lib-Lab hold       | Swing  | N/A  |     |

### Élections dans les années 1890
| Élections générales de 1895: Rhondda |              |                 |                 |                 |                 |
| Parti                                | Parti        | Candidat        | Votes           | %               | ±               |
|                                      | Lib-Lab      | William Abraham | Sans opposition | Sans opposition | Sans opposition |
|                                      | Lib-Lab hold | Lib-Lab hold    | Swing           | N/A             |                 |

| Élections générales de 1892: Rhondda |              |                 |                 |                 |                 |
| Parti                                | Parti        | Candidat        | Votes           | %               | ±               |
|                                      | Lib-Lab      | William Abraham | Sans opposition | Sans opposition | Sans opposition |
|                                      | Lib-Lab hold | Lib-Lab hold    | Swing           | N/A             |                 |

### Élections dans les années 1880
| Élections générales de 1886: Rhondda |                                           |                                           |                 |                 |                 |
| Parti                                | Parti                                     | Candidat                                  | Votes           | %               | ±               |
|                                      | Lib-Lab                                   | William Abraham                           | Sans opposition | Sans opposition | Sans opposition |
|                                      | Lib-Lab vainqueur sur Independent Lib-Lab | Lib-Lab vainqueur sur Independent Lib-Lab | Swing           | N/A             |                 |

| Élections générales de 1885: Rhondda |                                                      |                       |       |      |     |
| Parti                                | Parti                                                | Candidat              | Votes | %    | ±   |
|                                      | Independent Lib-Lab                                  | William Abraham       | 3,859 | 56.3 | N/A |
|                                      | Libéral                                              | Frederick Lewis Davis | 2,992 | 43.7 | N/A |
| Majorité                             | Majorité                                             | Majorité              | 867   | 12.6 | N/A |
| Participation                        | Participation                                        | Participation         | 6,851 | 83.5 | N/A |
| électeurs inscrits                   | électeurs inscrits                                   | électeurs inscrits    | 8,210 |      |     |
|                                      | Independent Liberal-Labour Vainqueur (nouveau siège) |                       |       |      |     |